# Plötzkau
Plötzkau is een gemeente in de Duitse deelstaat Saksen-Anhalt, en maakt deel uit van de Landkreis Salzlandkreis.
Plötzkau telt 1.273 inwoners.

## Indeling gemeente
De volgende Ortsteile maken deel uit van de gemeente:
- Bründel
- Groß Wirschleben
- Ziegelei

## Geschiedenis
De gemeente werd voor het eerst in 1049 vermeld in een oorkonde. Het kasteel Plötzkau was vanaf 1069 de vestigingsplaats van de graven van Anhalt-Plötzkau, een zijlijn van het huis Anhalt.

## Monument
Kasteel Plötzkau, gebouwd in 1566–73 in renaissancestijl.

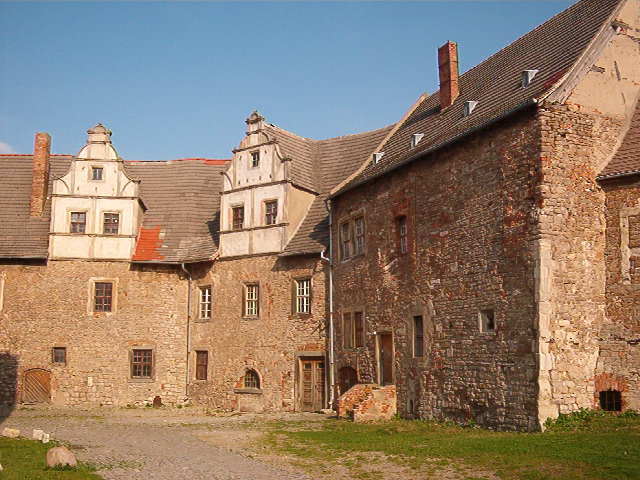
Zicht op het binnenhof van kasteel Plötzkau
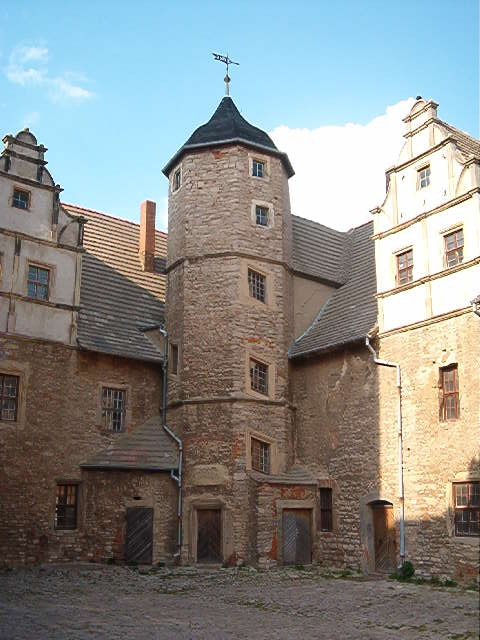
Zicht op de toren op het binnenhof van kasteel Plötzkau

Alsleben (Saale) ·
Aschersleben ·
Barby ·
Bernburg (Saale) ·
Bördeaue ·
Börde-Hakel ·
Bördeland ·
Borne ·
Calbe (Saale) ·
Egeln ·
Giersleben ·
Güsten ·
Hecklingen ·
Ilberstedt ·
Könnern ·
Nienburg (Saale) ·
Plötzkau ·
Schönebeck ·
Seeland ·
Staßfurt ·
Wolmirsleben